# Христоман Попчевски
Христоман (Христо, Ристоман, Ристо) Василев Кочев, известен като Христоман (Ристоман) Попчевски, е български революционер, деец на Вътрешната македоно-одринска революционна организация, отговорен за атентата на влака Скопие – Солун на 4 юни 1904 година.

## Биография
Христоман е роден в струмишкото село Попчево, тогава в Османската империя. Занимава със скотовъдство и земеделие, но и с кираджийство, което става основен поминък на Попчево след построяването на железопътната гара „Удово“ по линията Солун – Скопие. Пренася оръжие и боеприпаси за ВМОРО. И съпругата му Парашка помага организацията, като организира жените в селото да плетат, да събират храна за комитите и пр.
Христоман извършва атентата при Гевгели през 1904 година. Организаторът Никола Жеков идва в Попчево заедно със своя приятел Стоян Попов и се среща с кираджиите от това село, между които е и Христоман, който им казва:
| „ | Освен мене няма друг кираджия, който да я отнесе и предаде на влака. Аз съм познат с челебията и мен ще ме послуша да сложи сандъка в пощата. | “ |

Така Христоман е избран за извършител и отнася сандъка с адската машина на гарата при Удово, като го предава като пощенска пратка. Сандъкът е поставен в пощенския вагон на влака, пътуващ от Скопие за Солун. Около 8 часа вечерта на 4 юни 1904 година адската машина избухва. Пострадали няма. Впоследствие започва разследване и арести, като Христоман е задържан от турските власти и обесен на гарата в Гевгели на 8 юли. Според Илия Докторов най-голям грях за обесването на Христоман има българският търговски агент в Солун Атанас Шопов, който съобщава на Хилми паша, че Христоман е атентаторът.
Първоначално Христоман е погребан в тогавашните български гробища в Гевгели. По поръчка на Докторов Кирил Хаджимицов, също член на ВМОРО, изработва каменния кръст на гроба му.